# Hubert Loutsch
Hubert Loutsch (Mondercange, 18 novembre 1878 – Bruxelles, 24 ottobre 1946) è stato un politico lussemburghese.
È stato Primo Ministro del Lussemburgo dal 6 novembre 1915 al 24 febbraio 1916.

## Biografia
Hubert Loutschnacque a Mondercange il 18 novembre 1878.
Dopo aver iniziato una carriera da avvocato, il 6 novembre 1915 dopo le dimissioni del suo predecessore venne eletto primo ministro del granducato del Lussemburgo oltre a reggere anche la carica di ministro degli esteri. A causa degli eventi bellici rimase in carica per sole sedici settimane dimettendosi il 24 febbraio 1916.
Dopo l'esperienza governativa, si allontanò momentaneamente dal mondo politico e nel 1920 divenne presidente della compagnia d'assicurazione e bancaria "La Luxembourgeoise", rimanendo in carica sino al 1934. Nel frattempo, nel 1925 rientrò in politica come deputato ne l'Union nationale indépendante.
Morì a Bruxelles il 24 ottobre 1946.

## Onorificenze
| Controllo di autorità | VIAF (EN) 315524188 · GND (DE) 1069405892 |